# 村杉健
村杉 健（むらすぎ けん、1945年12月9日 - ）は、香川県出身の日本の経営工学者・知的財産学者。大阪工業大学名誉教授・工学博士。日本経営工学会第26期委員長。工業経営研究学会第7期学会賞・研究奨励賞選考委員。公益財団法人船井奨学会2022理事。
専門は、経営工学・経営管理、知的財産、社会システム工学・行動科学。

## 経歴
大阪工業大学大学院工学研究科経営工学専攻にて工学博士。1971年同大学工学部助手。その後、講師、助教授などを経て、1996年同学部経営工学科教授。2003年同大学知的財産学部知的財産学科教授。2014年同大学名誉教授。
大阪工業大学（工学部・知的財産学部）で30年以上の長きに渡り教鞭を執り、特に2003年開設の日本初の知的財産学部において、初期の経営工学と知的財産学の融合教育に貢献した。
主な所属学会は、日本経営工学会、 日本経営学会、日本知財学会、組織学会、 日本労務学会、オフィス・オートメーション学会など。主な受賞は、日本労務学会研究奨励賞(1992)。

## 主な著書
- 「モラール・サーベイ - 作業組織管理論」（単書、税務経理協会1994、学術書）
- 「ものづくりに役立つ経営工学の事典」（共同執筆、朝倉書店2014、学術書）[7]
- 「起業家行動論 - アントレプレナーシップ研究」（単著、税務経理協会2006、学術書）[8]

## 主な研究
- モラール・サーベイにおける職務満足測定のリッカート法とファジィ理論の応用
- 作業組織の行動科学 - モラール・モチベーション研究
- 経営の意味探求 - 現代企業の人事労務管理の研究
- リーダーシップと関連した動機づけ - ハーズバーグのM-H理論の実証的研究[9]。
- 知的財産専門職に関する調査研究[10]
- ユーザの著作権認識度を考慮したウェブページに関する研究